# Football Club Columbus
O FC Columbus (FCCLB) é um clube de futebol americano semi-profissional, com sede em Columbus, Ohio . Fundado em 8 de fevereiro de 2018, o clube começou sua temporada inaugural em 2018 como membro da Conferência dos Grandes Lagos na National Premier Soccer League (NPSL). 
O clube é de propriedade de Maziya Chete,  que também é o fundador do clube juvenil de Columbus, Ohio, TVSA Santos FC. 
O FC Columbus atualmente joga seus jogos em casa no Anderson Field no Bobcat Stadium em Grandview Heights, Ohio . 
Durante a primeira partida da temporada NPSL de 2018, os torcedores locais apelidaram carinhosamente o clube "The Saints" em homenagem ao vínculo entre o clube juvenil TVSA Santos FC e o FC Columbus. 

Em 2019, o clube anunciou que trocaria de casa. Alternando entre o Panther Stadium da Universidade Dominicana de Ohio e a Wellington School. 